# Marin Marais
Marin Marais (París, 31 de mayo de 1656 - ibíd., 15 de agosto de 1728) fue un violagambista y compositor francés, discípulo de Jean-Baptiste Lully y de Monsieur de Sainte-Colombe. En 1676 fue contratado como músico de la corte de Luis XIV de Francia. Destacó en ese puesto, y en 1679 fue nombrado ordinaire de la chambre du roi pour la viole, título que conservó hasta 1725.
Fue un destacado intérprete de la viola da gamba y uno de los compositores más notables para dicho instrumento. Escribió cinco libros de pièces de viole, la mayoría suites con bajo continuo. Estas piezas eran bastante populares en la corte, y por ellas fue recordado por mucho tiempo, siendo «el que fundó y estableció firmemente el imperio de la viola» (Hubert le Blanc, 1740). Su catálogo de obras incluye también óperas, de las que quizá la más conocida es Alcyone (1706) por su escena de la tempestad.
Existe una edición integral de las piezas de viola, publicada por Éditions J. M. Fuzeau.

## Obra
Más de 600 piezas para viola, repartidas en cinco libros.
- Pièces à une et à deux violes (piezas a una y dos violas) (1686)
- Basses continues des pièces à une et deux violes avec une augmentation de plusieurs pièces particulières en partition (bajo continuo de piezas de una y dos violas, además de piezas en partes separadas) (1689)
- Pièces pour violes, Deuxième livre (segundo libro de piezas de viola) (1701)
- Pièces pour viole, Troisième livre (tercer libro) (1711)
- Pièces à une et à trois violes, Quatrième livre (cuarto libro con piezas a una y tres violas) (1717)
- Pièces pour viole, Cinquième livre (quinto libro) (1725)
- Les Folies d'Espagne

Las piezas para trío. Es uno de los primeros compositores franceses que aborda el género:
- Pièces en trio pour les flûtes, violons et dessus de viole avec la basse continue (tríos de flautas, violín, viola y bajo continuo) (1692)
- La Gamme et autres morceaux de symphonie pour le violon, la viole et le clavecin (1723)

Las tragedias en música (u óperas):
- Alcide (1693)
- Ariane et Bacchus (1696)
- Alcyone (1706)
- Sémélé (1709)

## Curiosidad
Es el personaje principal del filme Todas las mañanas del mundo (1991), que es una ficción sobre la vida de Monsieur de Sainte-Colombe y Marais. La música de este último es gran parte de la banda sonora de la película. La pieza Sonnerie de Ste-Geneviève du Mont-de-Paris (1723) aparece en este filme y, en versión electrónica, en el filme Liquid Sky de Slava Tsukerman.